# Język kwanyama
Język kwanyama albo o(szi)wambo – język z rodziny bantu, używany w Angoli i Namibii, liczba mówiących wynosi ok. 668 tys. Blisko spokrewniony z językiem ndonga – czasem również określanym jako ovambo.